# Claus Lämmerzahl
Claus Lämmerzahl (* 19. Juli 1956 in  Engen) ist ein deutscher Physiker mit dem Fachgebiet Gravitationsphysik.

## Leben
Lämmerzahl studierte ab 1975 Physik in Konstanz mit dem Schwerpunkt theoretischer Physik und dem Diplom 1982 bei  Jürgen Audretsch (Neutroneninterferenz im Gravitationsfeld). 1989 wurde er dort promoviert (Contribution to a constructive axiomatics of space-time geometry) und 1997 habilitierte er in Theoretischer Physik. Er war bis 2000 wissenschaftlicher Angestellter an der Universität Konstanz, mit mehreren Gastaufenthalten an der Autonomen Universität Mexiko und bei der CNRS in Paris am Labor für Gravitation und relativistische Kosmologie. 2000 bis 2003 war er wissenschaftlicher Angestellter im Institut für Experimentalphysik der Universität Düsseldorf und ab 2003 am Zentrum für angewandte Raumfahrttechnologie und Mikrogravitation (ZARM) der Universität Bremen, die auch den Bremer Fallturm betreibt, als Leiter der Arbeitsgruppe Fundamentale Physik. 2007 habilitierte er sich in Konstanz um (Theorie der Uhren und Maßstäbe in Gravitationsfeldern. Theoretische und experimentelle Grundlagen der Speziellen und Allgemeinen Relativitätstheorie). Von 2012 bis 03/2016 leitete er das ZARM kommissarisch. 
2010 wurde er Professor an der Universität Oldenburg.
Er befasste sich mit Tests der Allgemeinen und Speziellen Relativitätstheorie, der Pioneer-Anomalie und Quantensensorik.
2015 wurde er korrespondierendes Mitglied der International Academy of Astronautics (IAA).  2010 erhielt er den Sparkassenpreis  für herausragende Wissenschaftskooperation in Bremen mit Betti Hartmann von der Jacobs Universität Bremen für ein Projekt der Suche nach kosmischen Strings.

## Schriften
- Herausgeber mit Jürgen Ehlers: Special relativity. Will it survey the next 101 years ?, Lecture notes in physics, Springer  2006 (darin von Lämmerzahl: Test theories for Lorentz invariance)
- mit Hansjörg Dittus: Das Äquivalenzprinzip auf dem Prüfstand, Physik in unserer Zeit 1999, Nr. 2